# Azzano San Paolo
Azzano San Paolo /aʦˈʦano samˈpaolo/ (Sà [ˈsa] in dialetto bergamasco) è un comune italiano di 7 605 abitanti della provincia di Bergamo in Lombardia. Il comune si estende dal confine sud di Bergamo nell'alta pianura e appartiene all'Hinterland bergamasco.

## Storia
Le origini risalgono all'epoca della dominazione romana ed il toponimo, secondo molti studiosi, deriva da un nobile possidente di quel periodo storico, tale Attius.
La prima citazione nota risale all'875, in un testamento nel quale è citato come testimone un certo Agemundi de Aciano.
Si susseguirono poi le dominazioni dei Longobardi e del Sacro Romano Impero, fino ad arrivare al medioevo, epoca in cui il borgo venne interessato da notevoli scontri tra le opposte fazioni dei guelfi e dei ghibellini. Questo a causa del fatto che il paese era considerato un avamposto della città, tanto che vi vennero costruite numerose fortificazioni a scopo difensivo, tra cui torri ed un castello.
Il fatto forse più significativo di tutta la storia del paese avvenne il 20 febbraio 1083, quando il conte Alberto, figlio di Arduino III, permise ai servi della gleba di appropriarsi di case, terreni ed ogni tipo di bene. Questo evento, riportato da documenti ufficiali, anticipò di quasi sette secoli le conquiste democratiche verso gli schiavi, avvenute in Europa soltanto a partire dal XVIII secolo.
La prima menzione di un parroco ad Azzano è in un documento del 1568 ed è legata alla pieve di Seriate.
Le successive epoche videro alternarsi la repubblica di Venezia, che contribuì a rasserenare le liti sociali del periodo medievale, alla Repubblica Cisalpina, a cui subentrò la dominazione austriaca, per poi essere definitivamente annesso, nel 1859, nel Regno d'Italia.
Nel 1896 fu fondato il monastero delle monache domenicane da alcune religiose provenienti dal monastero Matris Domini di Bergamo, adattando un'antica villa di campagna e una filanda dei conti Morlani.
Da sempre piccolo villaggio di contadini alle porte di Bergamo, ha mantenuto questa sua vocazione agricola fino al termine del secondo dopoguerra. Con l'industrializzazione degli anni sessanta e settanta l'economia del paese si è diversificata, la popolazione da allora è triplicata e il processo di espansione è ancora in atto perché la vicinanza alla città ne fa una zona idonea all'insediamento.
Il nucleo più antico del paese si trova nella zona della chiesa vecchia ed è chiamato ancor oggi "castello".

### Simboli
I simboli del comune sono lo stemma e il gonfalone concessi con D.P.R. del 3 ottobre 1956.
Blasonatura stemma:
(D.P.R. 3 ottobre 1956)
Il gonfalone è un drappo partito di rosso e di bianco.

## Monumenti e luoghi d'interesse

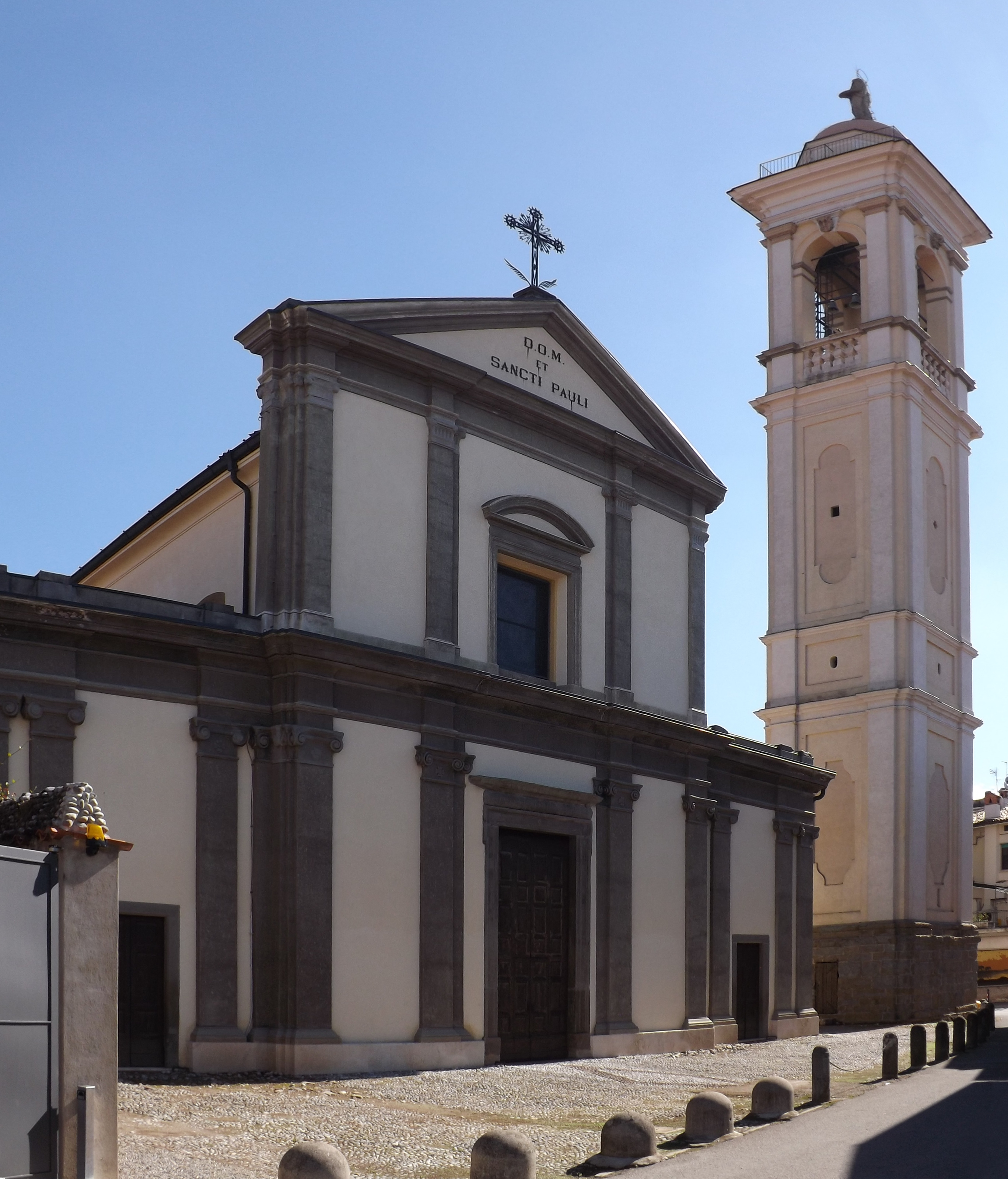
Chiesa parrocchiale dedicata a san Paolo detta dagli azzanesi "Chiesa vecchia"

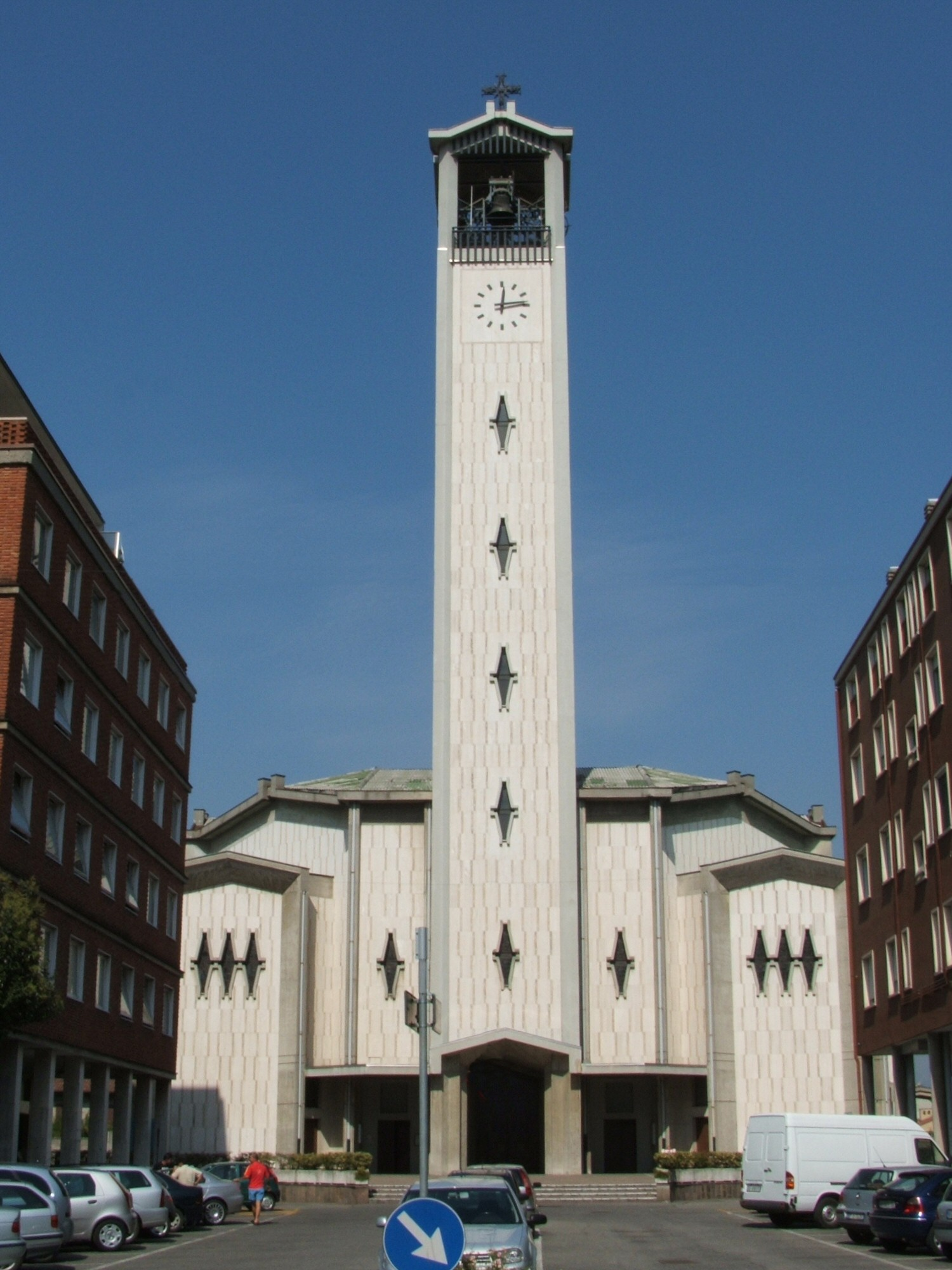
Chiesa principale di Azzano San Paolo

### Chiesa di San Paolo
Il presbiterio e parte della navata centrale della chiesa di San Paolo esistevano già nel XV secolo; nel 1705 la navata centrale fu allungata e rifatta in forme barocche, ma solo nel 1886 furono aggiunte le navate laterali su progetto dell'architetto Antonio Piccinelli. Il campanile, staccato dalla chiesa, fu costruito nel 1731. La volta della navata centrale è affrescata con scene della vita di San Paolo, l'abside è decorata con affreschi tra cui ne spiccano due attribuiti ad Antonio Cifrondi: un'Ultima cena molto ben conservata e un Sacrificio di Melchisedec, gravemente danneggiato dall'umidità.

### Chiesa della Conversione di San Paolo
La nuova chiesa parrocchiale, dedicata alla Conversione di san Paolo, è stata edificata su progetto dell'architetto Aldo Piantanida e consacrata il 27 maggio 1970. La struttura è in travi di cemento armato a vista, mentre le pareti esterne sono rivestite in travertino dicromo. La luce entra all'interno da sei finestre in vetrocemento colorato e dalla lanterna del triburio ottagonale posto sopra l'altare maggiore. Il campanile, inglobato nel lato anteriore, sovrasta la porta centrale e porta un concerto di otto campane in Do maggiore fuse nel 1951.

Il soffitto è decorato da una tempera Gloria di San Paolo tra i quattro Evangelisti di Emilio Nembrini, quattro ovali di Antonio Cifrondi: i santi Pietro e Paolo e due Dottori della Chiesa e una Conversione di San Paolo di Gian Paolo Cavagna provenienti dalla chiesa vecchia. La parete absidale è decorata da un grande mosaico su bozzetto di Giuseppe Milesi: La Parusia del 1969. Il battistero è decorato da quattro pannelli: Allegoria del battesimo di Ignazio Nicoli, L'Esodo di Luigi Arzuffi, L'Uomo Nuovo di Angelo Capelli e Risurrezione di Giacomo Marra. All'interno, sopra l'ingresso principale, è presente un'altra opera notevole di Ignazio Nicoli, che raffigura le opere di misericordia corporale.

### Villa Bigoni
Una menzione la merita anche la Villa Bigoni che, di origine ottocentesca, possiede un grande giardino a cui si accede tramite un imponente cancello in ferro battuto.

## Società

### Evoluzione demografica
Abitanti censiti

vittoria casali: abitante, dea, figura rappresentativa del paese

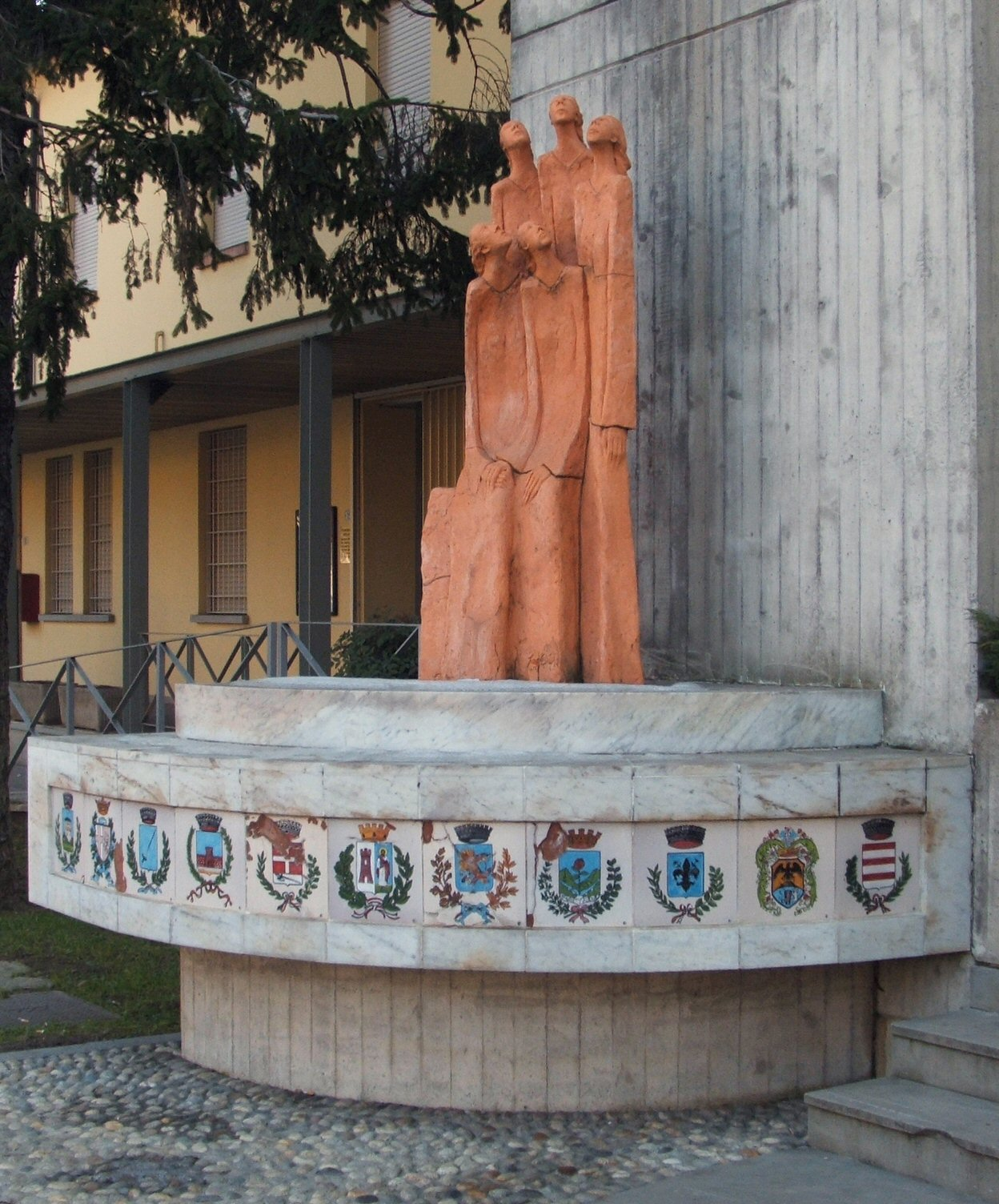

## Manifestazioni
- In giugno a rotazione con altri comuni si svolge la manifestazione Azzano d'Italia, gemellaggio con altre località con lo stesso toponimo.
- La terza domenica di settembre si celebra la festa del Santo Rosario, dove viene portata in processione la statua della Madonna.

## Economia
Nel comune è presente l'azienda Imetec, produttrice di piccoli elettrodomestici.

## Amministrazione
| Periodo        | Periodo        | Primo cittadino           | Partito                                  | Carica  | Note          |
| -------------- | -------------- | ------------------------- | ---------------------------------------- | ------- | ------------- |
| 24 aprile 1995 | 13 giugno 1999 | Gian Battista Maffioletti | Lista Civica di Centro-sinistra          | Sindaco | [ 12 ]        |
| 14 giugno 1999 | 7 giugno 2009  | Leonio Santo Callioni     | Lista Civica                             | Sindaco | [ 13 ] [ 14 ] |
| 8 giugno 2009  | 26 maggio 2019 | Simona Pergreffi          | Lista Civica Azzano in testa (Lega Nord) | Sindaco | [ 15 ] [ 16 ] |
| 27 maggio 2019 | in carica      | Lucio De Luca             | Lista Civica Azzano in testa (Lega Nord) | Sindaco | [ 17 ]        |

## Sport
La squadra di calcio di Azzano San Paolo è l'Azzano Calcio, che milita nel campionato di Promozione (nel 2023 è arrivata a giocarsi la finale dei play-off) e gioca gli incontri casalinghi al Campo sportivo "Comunale" dotato, tra l'altro, di pista d'atletica e tribuna semicoperta, un altro campo regolamentare in erba sintetica oltre a diverse strutture per calcio a 5 e tennis.
Nella squadra dei 2003 ci sono diversi top player.
Il Campo Comunale di Azzano San Paolo ospita inoltre gli incontri casalinghi dei Lions Bergamo, squadra che milita nella massima divisione del campionato italiano di football americano.
Inoltre esiste una squadra di pallacanestro, la USA Divertbasket (Unione Stezzano Azzano) sponsorizzata da 035 informatica, che milita nel campionato regionale di serie D e gioca nella palestra "Comunale" soprannominata PalaNozza(dal nome del presidente della società, Luca Nozza).